# Cymatioa
Genre
Cymatioa est un genre de mollusques marins bivalves, de la famille des Galeommatidae (selon WoRMS) ou des Lasaeidae (selon ITIS).

## Systématique
Le genre Cymatioa est attribué à Samuel Stillman Berry (1887-1984), qui l'avait initialement créé en 1963 sous le nom Crenimargo, nom qui est déjà occupé. En 1964, les malacologistes américains Donald Robert Shasky (d) (1925-2002) et G. Bruce Campbell (d) (1934-1973) renomme le genre en Cymatioa tout en conservant son auteur initial et en renommant l'espèce type Cymatioa electilis (nl) (Berry, 1963) initialement créée sous le taxon Crenimargo electilis Berry, 1963.

## Liste des espèces
Selon World Register of Marine Species (12 novembre 2022) :
- Cymatioa adamsi (Angas, 1868)
- Cymatioa agilis (Lützen & C. Nielsen, 2005)
- Cymatioa cookae (Willett, 1937)
- Cymatioa electilis (S. S. Berry, 1963)
- Cymatioa grata (Deshayes, 1856)
- Cymatioa papyracea (Deshayes, 1856)
- Cymatioa undulata (Thiele, 1910)

### Publication originale
- [1964] (en) Donald R. Shasky et G. Bruce Campbell, « New and otherwise interesting species of mollusks from Guaymas, Sonora, Mexico », The Veliger, vol. 7, no 2,‎ 1964, p. 114-120 (ISSN 0042-3211, OCLC 1768969, lire en ligne). .